# Tokkasensaari
Tokkasensaari är en ö i Finland. Den ligger i sjön Yli-Suolijärvi och i kommunen Posio i den ekonomiska regionen  Östra Lapplands ekonomiska region  och landskapet Lappland, i den norra delen av landet, 700 km norr om huvudstaden Helsingfors. Öns area är 4,1 hektar och dess största längd är 330 meter i sydöst-nordvästlig riktning.